# Sahare (Surkhet)
Sahare – gaun wikas samiti w zachodniej części Nepalu w strefie Bheri w dystrykcie Surkhet. Według nepalskiego spisu powszechnego z 2001 roku liczył on 1667 gospodarstw domowych i 9348 mieszkańców (4664 kobiet i 4684 mężczyzn).